# Microgobius gulosus
Microgobius gulosus är en fiskart som först beskrevs av Girard, 1858.  Microgobius gulosus ingår i släktet Microgobius och familjen smörbultsfiskar. Inga underarter finns listade i Catalogue of Life.